# Ricky Martin/Diskografie
Diese Diskografie ist eine Übersicht über die musikalischen Werke des puerto-ricanischen Pop-Sängers Ricky Martin. Den Quellenangaben und Schallplattenauszeichnungen zufolge hat er bisher mehr als 36,2 Millionen Tonträger verkauft. Seine erfolgreichste Veröffentlichung ist das Album Ricky Martin mit über 11,6 Millionen verkauften Einheiten.

## Alben

### Studioalben
| Jahr | Titel Musiklabel                            | Höchstplatzierung, Gesamtwochen, AuszeichnungChartplatzierungen (Jahr, Titel, Musiklabel, Platzierungen, Wochen, Auszeichnungen, Anmerkungen) | Höchstplatzierung, Gesamtwochen, AuszeichnungChartplatzierungen (Jahr, Titel, Musiklabel, Platzierungen, Wochen, Auszeichnungen, Anmerkungen) | Höchstplatzierung, Gesamtwochen, AuszeichnungChartplatzierungen (Jahr, Titel, Musiklabel, Platzierungen, Wochen, Auszeichnungen, Anmerkungen) | Höchstplatzierung, Gesamtwochen, AuszeichnungChartplatzierungen (Jahr, Titel, Musiklabel, Platzierungen, Wochen, Auszeichnungen, Anmerkungen) | Höchstplatzierung, Gesamtwochen, AuszeichnungChartplatzierungen (Jahr, Titel, Musiklabel, Platzierungen, Wochen, Auszeichnungen, Anmerkungen) | Höchstplatzierung, Gesamtwochen, AuszeichnungChartplatzierungen (Jahr, Titel, Musiklabel, Platzierungen, Wochen, Auszeichnungen, Anmerkungen) | Höchstplatzierung, Gesamtwochen, AuszeichnungChartplatzierungen (Jahr, Titel, Musiklabel, Platzierungen, Wochen, Auszeichnungen, Anmerkungen) | Anmerkungen                                                   |
| Jahr | Titel Musiklabel                            | DE | AT | CH | UK | US | Latin | ES | Anmerkungen                                                   |
| ---- | ------------------------------------------- | --- | --- | --- | --- | --- | --- | --- | ------------------------------------------------------------- |
| 1991 | Ricky Martin Columbia Records (Sony)        | — | — | — | — | — | — | — | Erstveröffentlichung: 26. November 1991                       |
| 1993 | Me amarás Columbia Records (Sony)           | — | — | — | — | — | — | — | Erstveröffentlichung: 13. April 1993                          |
| 1995 | A medio vivir Columbia Records (Sony)       | DE20 (11 Wo.)DE | AT22 (10 Wo.)AT | CH12 Gold · (20 Wo.)CH | — | US— GoldUS | Latin11 (96 Wo.)Latin | ES7 ×4Vierfachplatin · (61 Wo.)ES | Erstveröffentlichung: 13. Juli 1995 Verkäufe: + 1.800.000     |
| 1998 | Vuelve Columbia Records (Sony)              | DE15 (19 Wo.)DE | AT22 (12 Wo.)AT | CH4 Platin · (34 Wo.)CH | — | US40 Platin · (41 Wo.)US | Latin1 (102 Wo.)Latin | ES1 ×6Sechsfachplatin · (38 Wo.)ES | Erstveröffentlichung: 10. Februar 1998 Verkäufe: + 2.756.000  |
| 1999 | Ricky Martin [1999] Columbia Records (Sony) | DE2 Gold · (62 Wo.)DE | AT3 Gold · (23 Wo.)AT | CH2 Platin · (52 Wo.)CH | UK2 Platin · (63 Wo.)UK | US1 ×7Siebenfachplatin · (67 Wo.)US | — | ES1 ×3Dreifachplatin · (23 Wo.)ES | Erstveröffentlichung: 11. Mai 1999 Verkäufe: + 11.600.000     |
| 2000 | Sound Loaded Columbia Records (Sony)        | DE17 Gold · (20 Wo.)DE | AT23 (14 Wo.)AT | CH4 Gold · (24 Wo.)CH | UK14 Platin · (28 Wo.)UK | US4 ×2Doppelplatin · (31 Wo.)US | — | ES3 ×2Doppelplatin · (19 Wo.)ES | Erstveröffentlichung: 14. November 2000 Verkäufe: + 3.660.000 |
| 2003 | Almas del silencio Columbia Records (Sony)  | DE17 (10 Wo.)DE | AT28 (7 Wo.)AT | CH2 Gold · (19 Wo.)CH | — | US12 (9 Wo.)US | Latin1 ×4Vierfachplatin · (45 Wo.)Latin | ES2 Gold · (19 Wo.)ES | Erstveröffentlichung: 21. April 2003 Verkäufe: + 720.000      |
| 2005 | Life Columbia Records (Sony BMG)            | DE57 (4 Wo.)DE | AT60 (2 Wo.)AT | CH17 (6 Wo.)CH | UK40 (2 Wo.)UK | US6 (9 Wo.)US | — | ES8 (10 Wo.)ES | Erstveröffentlichung: 7. Oktober 2005 Verkäufe: + 70.000      |
| 2011 | Música + alma + sexo Sony Latin (Sony)      | — | — | CH49 (6 Wo.)CH | — | US3 (8 Wo.)US | Latin1 Platin · (32 Wo.)Latin | ES3 (32 Wo.)ES | Erstveröffentlichung: 1. Februar 2011 Verkäufe: + 290.000     |
| 2015 | A Quien Quiera Escuchar Sony Latin (Sony)   | — | — | CH49 (1 Wo.)CH | — | US20 (3 Wo.)US | Latin1 Platin · (54 Wo.)Latin | ES3 (37 Wo.)ES | Erstveröffentlichung: 9. Februar 2015 Verkäufe: + 235.000     |

grau schraffiert: keine Chartdaten aus diesem Jahr verfügbar

### Livealben
| Jahr | Titel Musiklabel                      | Höchstplatzierung, Gesamtwochen, AuszeichnungChartplatzierungen (Jahr, Titel, Musiklabel, Platzierungen, Wochen, Auszeichnungen, Anmerkungen) | Höchstplatzierung, Gesamtwochen, AuszeichnungChartplatzierungen (Jahr, Titel, Musiklabel, Platzierungen, Wochen, Auszeichnungen, Anmerkungen) | Höchstplatzierung, Gesamtwochen, AuszeichnungChartplatzierungen (Jahr, Titel, Musiklabel, Platzierungen, Wochen, Auszeichnungen, Anmerkungen) | Höchstplatzierung, Gesamtwochen, AuszeichnungChartplatzierungen (Jahr, Titel, Musiklabel, Platzierungen, Wochen, Auszeichnungen, Anmerkungen) | Höchstplatzierung, Gesamtwochen, AuszeichnungChartplatzierungen (Jahr, Titel, Musiklabel, Platzierungen, Wochen, Auszeichnungen, Anmerkungen) | Höchstplatzierung, Gesamtwochen, AuszeichnungChartplatzierungen (Jahr, Titel, Musiklabel, Platzierungen, Wochen, Auszeichnungen, Anmerkungen) | Höchstplatzierung, Gesamtwochen, AuszeichnungChartplatzierungen (Jahr, Titel, Musiklabel, Platzierungen, Wochen, Auszeichnungen, Anmerkungen) | Anmerkungen                                                  |
| Jahr | Titel Musiklabel                      | DE | AT | CH | UK | US | Latin | ES | Anmerkungen                                                  |
| ---- | ------------------------------------- | --- | --- | --- | --- | --- | --- | --- | ------------------------------------------------------------ |
| 2006 | MTV Unplugged Norte (Sony BMG)        | — | — | — | — | US38 (8 Wo.)US | Latin1 ×2Doppelplatin · (33 Wo.)Latin | ES6 Gold · (45 Wo.)ES | Erstveröffentlichung: 1. November 2006 Verkäufe: + 1.000.000 |
| 2007 | Black and White Tour Norte (Sony BMG) | — | — | — | — | — | Latin12 (9 Wo.)Latin | — | Erstveröffentlichung: 1. November 2007 Verkäufe: + 70.000    |

### Kompilationen
| Jahr | Titel Musiklabel                                 | Höchstplatzierung, Gesamtwochen, AuszeichnungChartplatzierungen (Jahr, Titel, Musiklabel, Platzierungen, Wochen, Auszeichnungen, Anmerkungen) | Höchstplatzierung, Gesamtwochen, AuszeichnungChartplatzierungen (Jahr, Titel, Musiklabel, Platzierungen, Wochen, Auszeichnungen, Anmerkungen) | Höchstplatzierung, Gesamtwochen, AuszeichnungChartplatzierungen (Jahr, Titel, Musiklabel, Platzierungen, Wochen, Auszeichnungen, Anmerkungen) | Höchstplatzierung, Gesamtwochen, AuszeichnungChartplatzierungen (Jahr, Titel, Musiklabel, Platzierungen, Wochen, Auszeichnungen, Anmerkungen) | Höchstplatzierung, Gesamtwochen, AuszeichnungChartplatzierungen (Jahr, Titel, Musiklabel, Platzierungen, Wochen, Auszeichnungen, Anmerkungen) | Höchstplatzierung, Gesamtwochen, AuszeichnungChartplatzierungen (Jahr, Titel, Musiklabel, Platzierungen, Wochen, Auszeichnungen, Anmerkungen) | Höchstplatzierung, Gesamtwochen, AuszeichnungChartplatzierungen (Jahr, Titel, Musiklabel, Platzierungen, Wochen, Auszeichnungen, Anmerkungen) | Anmerkungen                                                 |
| Jahr | Titel Musiklabel                                 | DE | AT | CH | UK | US | Latin | ES | Anmerkungen                                                 |
| ---- | ------------------------------------------------ | --- | --- | --- | --- | --- | --- | --- | ----------------------------------------------------------- |
| 2001 | La Historia Columbia Records (Sony)              | — | — | CH23 (8 Wo.)CH | — | US83 (8 Wo.)US | Latin1 ×4Vierfachplatin · (43 Wo.)Latin | ES13 Gold · (7 Wo.)ES | Erstveröffentlichung: 27. Februar 2001 Verkäufe: + 650.000  |
| 2001 | The Best of Ricky Martin Columbia Records (Sony) | DE29 (8 Wo.)DE | AT39 (8 Wo.)AT | CH26 (10 Wo.)CH | UK42 Gold · (7 Wo.)UK | — | — | — | Erstveröffentlichung: 12. November 2001 Verkäufe: + 510.726 |
| 2008 | 17 Norte (Sony BMG)                              | — | — | — | — | — | Latin21 (12 Wo.)Latin | ES16 (10 Wo.)ES | Erstveröffentlichung: 18. November 2008                     |
| 2011 | Greatest Hits Sony Music (Sony)                  | — | — | — | UK24 (4 Wo.)UK | — | — | — | Erstveröffentlichung: 11. Juli 2011                         |

grau schraffiert: keine Chartdaten aus diesem Jahr verfügbar

### EPs
- 2020: Pausa
- 2022: Play

## Singles

### Als Leadmusiker
| Jahr | Titel Album                                                                            | Höchstplatzierung, Gesamtwochen, AuszeichnungChartplatzierungen (Jahr, Titel, Album, Platzierungen, Wochen, Auszeichnungen, Anmerkungen) | Höchstplatzierung, Gesamtwochen, AuszeichnungChartplatzierungen (Jahr, Titel, Album, Platzierungen, Wochen, Auszeichnungen, Anmerkungen) | Höchstplatzierung, Gesamtwochen, AuszeichnungChartplatzierungen (Jahr, Titel, Album, Platzierungen, Wochen, Auszeichnungen, Anmerkungen) | Höchstplatzierung, Gesamtwochen, AuszeichnungChartplatzierungen (Jahr, Titel, Album, Platzierungen, Wochen, Auszeichnungen, Anmerkungen) | Höchstplatzierung, Gesamtwochen, AuszeichnungChartplatzierungen (Jahr, Titel, Album, Platzierungen, Wochen, Auszeichnungen, Anmerkungen) | Höchstplatzierung, Gesamtwochen, AuszeichnungChartplatzierungen (Jahr, Titel, Album, Platzierungen, Wochen, Auszeichnungen, Anmerkungen) | Höchstplatzierung, Gesamtwochen, AuszeichnungChartplatzierungen (Jahr, Titel, Album, Platzierungen, Wochen, Auszeichnungen, Anmerkungen) | Anmerkungen                                                                                           |
| Jahr | Titel Album                                                                            | DE | AT | CH | UK | US | Latin | ES | Anmerkungen                                                                                           |
| ---- | -------------------------------------------------------------------------------------- | --- | --- | --- | --- | --- | --- | --- | --- |
| 1991 | Fuego contra fuego Ricky Martin                                                        | — | — | — | — | — | Latin3 (14 Wo.)Latin | — | Erstveröffentlichung: 2. September 1991                                                               |
| 1992 | El amor de mi vida Ricky Martin                                                        | — | — | — | — | — | Latin8 (15 Wo.)Latin | — | Erstveröffentlichung: 25. Februar 1992                                                                |
| 1992 | Vuelo Ricky Martin                                                                     | — | — | — | — | — | Latin11 (11 Wo.)Latin | — | Erstveröffentlichung: 30. April 1992                                                                  |
| 1992 | Me amarás                                                                              | — | — | — | — | — | Latin6 (15 Wo.)Latin | — | Erstveröffentlichung: 25. Januar 1993                                                                 |
| 1993 | Que día es hoy Me amarás                                                               | — | — | — | — | — | Latin26 (7 Wo.)Latin | — | Erstveröffentlichung: 3. Mai 1993                                                                     |
| 1994 | Entre el amor y los halagos Me amarás                                                  | — | — | — | — | — | Latin12 (6 Wo.)Latin | — | Erstveröffentlichung: 4. Januar 1994                                                                  |
| 1995 | Te extraño, te olvido, te amo A medio vivir                                            | — | — | CH19 (13 Wo.)CH | — | — | Latin9 (11 Wo.)Latin | — | Erstveröffentlichung: 5. September 1995 Verkäufe: + 275.000                                           |
| 1995 | María (spanische und Spanglish-Version) A medio vivir                                  | DE3 Gold · (21 Wo.)DE | AT4 (12 Wo.)AT | CH3 Gold · (27 Wo.)CH | UK6 (6 Wo.)UK | US88 (14 Wo.)US | Latin6 (12 Wo.)Latin | ES11 (1 Wo.)ES | Erstveröffentlichung: 21. November 1995 Verkäufe: + 1.215.000                                         |
| 1996 | A medio vivir                                                                          | — | — | — | — | — | Latin36 (2 Wo.)Latin | — | Erstveröffentlichung: 8. Januar 1996                                                                  |
| 1996 | Volverás A medio vivir                                                                 | — | — | — | — | — | Latin6 (14 Wo.)Latin | — | Erstveröffentlichung: 18. November 1996                                                               |
| 1997 | Nada es imposible A medio vivir                                                        | — | — | — | — | — | Latin23 (3 Wo.)Latin | — | Erstveröffentlichung: 22. April 1997                                                                  |
| 1997 | No importa la distancia Hercules O.S.T.                                                | — | — | — | — | — | — | — | Erstveröffentlichung: 1. Juli 1997                                                                    |
| 1997 | Corazón A medio vivir                                                                  | — | — | — | — | — | — | — | Erstveröffentlichung: 1997                                                                            |
| 1997 | Donde estaras A medio vivir                                                            | — | — | — | — | — | — | — | Erstveröffentlichung: 1997                                                                            |
| 1998 | Vuelve                                                                                 | — | — | — | — | — | Latin1 (32 Wo.)Latin | — | Erstveröffentlichung: 28. Januar 1998                                                                 |
| 1998 | The Cup of Life / La copa de la vida Vuelve                                            | DE1 Gold · (22 Wo.)DE | AT4 (15 Wo.)AT | CH1 Gold · (29 Wo.)CH | UK29 (3 Wo.)UK | US45 (34 Wo.)US | Latin2 (18 Wo.)Latin | ES1 (16 Wo.)ES | Erstveröffentlichung: 3. März 1998 Verkäufe: + 955.000                                                |
| 1998 | La bomba Vuelve                                                                        | DE90 (2 Wo.)DE | — | — | — | — | Latin27 (4 Wo.)Latin | ES5 (7 Wo.)ES | Erstveröffentlichung: 16. Juni 1998                                                                   |
| 1998 | Perdido sin ti Vuelve                                                                  | — | — | — | — | — | Latin1 (11 Wo.)Latin | — | Erstveröffentlichung: 18. August 1998                                                                 |
| 1998 | Por arriba, por abajo Vuelve                                                           | — | — | — | — | — | Latin33 (3 Wo.)Latin | ES13 (2 Wo.)ES | Erstveröffentlichung: 3. November 1998                                                                |
| 1999 | Corazonado Vuelve                                                                      | — | — | — | — | — | Latin20 (5 Wo.)Latin | — | Erstveröffentlichung: 12. Januar 1999                                                                 |
| 1999 | Livin’ la Vida Loca (englische und spanische Version) Ricky Martin                     | DE6 Gold · (19 Wo.)DE | AT7 (12 Wo.)AT | CH3 (22 Wo.)CH | UK1 ×2Doppelplatin · (19 Wo.)UK | US1 Platin · (20 Wo.)US | Latin1 (26 Wo.)Latin | ES2 Gold · (16 Wo.)ES | Erstveröffentlichung: 23. März 1999 Verkäufe: + 2.925.000                                             |
| 1999 | She’s All I Ever Had / Bella Ricky Martin                                              | DE18 (13 Wo.)DE | — | CH34 (19 Wo.)CH | — | US2 Gold · (20 Wo.)US | Latin1 (26 Wo.)Latin | — | Erstveröffentlichung: 31. August 1999 Verkäufe: + 535.000                                             |
| 1999 | Shake Your Bon-Bon Ricky Martin                                                        | — | — | — | UK12 (10 Wo.)UK | US22 (18 Wo.)US | Latin14 (10 Wo.)Latin | ES11 (8 Wo.)ES | Erstveröffentlichung: 21. Dezember 1999 Verkäufe: + 35.000                                            |
| 2000 | Private Emotion Ricky Martin                                                           | DE21 (15 Wo.)DE | AT19 (10 Wo.)AT | CH9 (28 Wo.)CH | UK9 (11 Wo.)UK | US67 (5 Wo.)US | — | — | Erstveröffentlichung: 17. April 2000 Verkäufe: + 15.000; feat. Meja                                   |
| 2000 | She Bangs (englische & spanische Version) Sound Loaded                                 | DE34 (9 Wo.)DE | AT28 (5 Wo.)AT | CH7 (24 Wo.)CH | UK3 Silber · (15 Wo.)UK | US12 (18 Wo.)US | Latin1 (16 Wo.)Latin | ES2 (13 Wo.)ES | Erstveröffentlichung: 23. Oktober 2000 Verkäufe: + 300.000                                            |
| 2001 | Nobody Wants to Be Lonely / Sólo quiero amarte Sound Loaded                            | DE5 (15 Wo.)DE | AT13 (17 Wo.)AT | CH2 Gold · (24 Wo.)CH | UK4 Silber · (12 Wo.)UK | US13 (20 Wo.)US | Latin1 (21 Wo.)Latin | ES2 (7 Wo.)ES | Erstveröffentlichung: 6. Februar 2001 Verkäufe: + 280.000; mit Christina Aguilera                     |
| 2001 | Loaded / Dame más Sound Loaded                                                         | DE74 (6 Wo.)DE | — | CH87 (3 Wo.)CH | UK19 (8 Wo.)UK | US97 (2 Wo.)US | — | ES18 (1 Wo.)ES | Erstveröffentlichung: 29. Mai 2001                                                                    |
| 2001 | Amor Sound Loaded                                                                      | — | — | CH82 (4 Wo.)CH | — | — | — | — | Erstveröffentlichung: 26. November 2001                                                               |
| 2002 | Come to Me Sound Loaded                                                                | — | — | — | — | — | — | — | Erstveröffentlichung: 2002                                                                            |
| 2003 | Jaleo (spanische und Spanglish-Version) Almas del silencio                             | DE45 (7 Wo.)DE | AT45 (6 Wo.)AT | CH22 (20 Wo.)CH | — | — | Latin1 (27 Wo.)Latin | ES1 (17 Wo.)ES | Erstveröffentlichung: 2. April 2003                                                                   |
| 2003 | Tal vez Almas del silencio                                                             | — | — | — | — | US74 (8 Wo.)US | Latin1 (9 Wo.)Latin | — | Erstveröffentlichung: 31. Mai 2003                                                                    |
| 2003 | Asignatura pendiente Almas del silencio                                                | — | — | — | — | — | Latin5 (13 Wo.)Latin | — | Erstveröffentlichung: 16. Juni 2003                                                                   |
| 2003 | Juramento (spanische & Spanglish-Version) Almas del silencio                           | DE92 (1 Wo.)DE | — | CH57 (6 Wo.)CH | — | — | — | ES11 (4 Wo.)ES | Erstveröffentlichung: 22. September 2003                                                              |
| 2003 | Y todo queda en nada Almas del silencio                                                | — | — | — | — | — | Latin1 (29 Wo.)Latin | — | Erstveröffentlichung: 20. Oktober 2003                                                                |
| 2005 | I Don’t Care * / Qué mas da ** Life                                                    | DE21 (10 Wo.)DE | AT45 (6 Wo.)AT | CH20 (21 Wo.)CH | UK11 (6 Wo.)UK | US65 (5 Wo.)US | Latin7 (10 Wo.)Latin | — | Erstveröffentlichung: 23. August 2005 feat. Fat Joe & *Amerie / **Debi Nova                           |
| 2006 | It’s Alright / Déjate llevar Life                                                      | — | — | CH18 (15 Wo.)CH | — | — | Latin21 (9 Wo.)Latin | — | Erstveröffentlichung: 17. März 2006 Verkäufe: + 100.000; mit M. Pokora                                |
| 2006 | Tu recuerdo MTV Unplugged                                                              | — | — | — | — | US89 (2 Wo.)US | Latin1 (35 Wo.)Latin | ES— ×4VierfachplatinES | Erstveröffentlichung: 26. September 2006 Verkäufe: + 550.000; feat. La Mari de Chambao & Tommy Torres |
| 2006 | Pégate MTV Unplugged                                                                   | — | — | — | — | — | Latin11 (20 Wo.)Latin | — | Erstveröffentlichung: 19. Dezember 2006 Verkäufe: + 400.000                                           |
| 2007 | Con tu nombre MTV Unplugged                                                            | — | — | — | — | — | Latin47 (2 Wo.)Latin | — | Erstveröffentlichung: 26. Juni 2007                                                                   |
| 2010 | Lo mejor de mi vida eres tú * / The Best Thing About Me Is You ** Música + alma + sexo | — | — | — | — | US74 (2 Wo.)US | Latin1 (20 Wo.)Latin | ES25 (20 Wo.)ES | Erstveröffentlichung: 2. November 2010 Verkäufe: + 60.000; mit *Natalia Jiménez / **Joss Stone        |
| 2010 | Shine Música + alma + sexo                                                             | — | — | — | — | — | — | — | Erstveröffentlichung: 21. Dezember 2010                                                               |
| 2011 | Más Música + alma + sexo                                                               | — | — | — | — | — | Latin13 (13 Wo.)Latin | ES43 (2 Wo.)ES | Erstveröffentlichung: 5. April 2011 Verkäufe: + 30.000; mit Wisin & Yandel                            |
| 2011 | Frío Música + alma + sexo                                                              | — | — | — | — | — | Latin6 (14 Wo.)Latin | — | Erstveröffentlichung: 11. Juli 2011 mit Wisin & Yandel                                                |
| 2013 | Come with Me –                                                                         | — | — | — | — | — | — | ES9 (11 Wo.)ES | Erstveröffentlichung: 14. Juni 2013 Verkäufe: + 65.000                                                |
| 2014 | Vida –                                                                                 | — | — | — | — | — | Latin5 (14 Wo.)Latin | ES5 (12 Wo.)ES | Erstveröffentlichung: 22. April 2014                                                                  |
| 2014 | Adiós A quien quiera escuchar                                                          | — | — | — | — | — | Latin9 (21 Wo.)Latin | ES12 Gold · (25 Wo.)ES | Erstveröffentlichung: 23. September 2014 Verkäufe: + 110.000                                          |
| 2015 | Disparo al corazón A quien quiera escuchar                                             | — | — | — | — | — | Latin9 (21 Wo.)Latin | ES74 (2 Wo.)ES | Erstveröffentlichung: 13. Januar 2015 Verkäufe: + 60.000                                              |
| 2015 | Mr. Put It Down –                                                                      | — | — | — | — | — | — | — | Erstveröffentlichung: 11. März 2015 feat. Pitbull                                                     |
| 2015 | La mordidita A quien quiera escuchar                                                   | — | — | — | — | — | Latin6 ×5Diamant + Fünffachplatin · (26 Wo.)Latin                                                                                        | ES3 ×4Vierfachplatin · (50 Wo.)ES | Erstveröffentlichung: 21. April 2015 Verkäufe: + 1.425.000; feat. Yotuel                              |
| 2016 | Perdóname A quien quiera escuchar                                                      | — | — | — | — | — | Latin25 (13 Wo.)Latin | — | Erstveröffentlichung: 15. Januar 2016                                                                 |
| 2016 | Vente pa’ ca –                                                                         | — | — | CH72 Platin · (9 Wo.)CH | — | — | Latin4 (26 Wo.)Latin | ES2 ×4Vierfachplatin · (56 Wo.)ES | Erstveröffentlichung: 23. September 2016 Verkäufe: + 1.230.000; feat. Maluma                          |
| 2018 | Fiebre –                                                                               | — | — | CH69 (1 Wo.)CH | — | — | Latin17 Platin · (19 Wo.)Latin | ES24 Gold · (20 Wo.)ES | Erstveröffentlichung: 23. Februar 2018 Verkäufe: + 150.000; feat. Wisin y Yandel                      |
| 2019 | Cántalo Pausa                                                                          | — | — | — | — | — | Latin35 Gold · (2 Wo.)Latin | — | Erstveröffentlichung: 12. November 2019 Verkäufe: + 30.000; feat. Residente & Bad Bunny               |
| 2020 | Tiburones Pausa                                                                        | — | — | — | — | — | Latin34 (11 Wo.)Latin | — | Erstveröffentlichung: 23. Januar 2020 Verkäufe: + 200.000                                             |
| 2020 | Falta amor –                                                                           | — | — | — | — | — | Latin— PlatinLatin | ES— GoldES | Erstveröffentlichung: 26. März 2020 Verkäufe: + 90.000; mit Sebastián Yatra                           |
| 2021 | Qué Rico Fuera –                                                                       | — | — | — | — | — | Latin— GoldLatin | — | Erstveröffentlichung: 10. Juni 2021 mit Paloma Mami                                                   |
| 2022 | Otra Noche en L.A. Play                                                                | — | — | — | — | — | — | — | Erstveröffentlichung: 27. Januar 2022                                                                 |
| 2022 | A Veces Bien y a Veces Mal Play                                                        | — | — | — | — | — | Latin50 (2 Wo.)Latin | ES76 (1 Wo.)ES | Erstveröffentlichung: 14. April 2022 feat. Reik                                                       |
| 2022 | Ácido Sabor Play                                                                       | — | — | — | — | — | — | — | Erstveröffentlichung: 13. Juli 2022                                                                   |
| 2023 | Quiero Ser Baladista –                                                                 | — | — | — | — | — | — | — | Erstveröffentlichung: 26. Juli 2023 mit Residente                                                     |
| 2023 | Fuego de Noche, Nieve de Día –                                                         | — | — | — | — | — | — | — | Erstveröffentlichung: 19. September 2023 mit Christian Nodal                                          |

grau schraffiert: keine Chartdaten aus diesem Jahr verfügbar

### Als Gastmusiker
| Jahr | Titel Album                                                   | Höchstplatzierung, Gesamtwochen, AuszeichnungChartplatzierungen (Jahr, Titel, Album, Platzierungen, Wochen, Auszeichnungen, Anmerkungen) | Höchstplatzierung, Gesamtwochen, AuszeichnungChartplatzierungen (Jahr, Titel, Album, Platzierungen, Wochen, Auszeichnungen, Anmerkungen) | Höchstplatzierung, Gesamtwochen, AuszeichnungChartplatzierungen (Jahr, Titel, Album, Platzierungen, Wochen, Auszeichnungen, Anmerkungen) | Höchstplatzierung, Gesamtwochen, AuszeichnungChartplatzierungen (Jahr, Titel, Album, Platzierungen, Wochen, Auszeichnungen, Anmerkungen) | Höchstplatzierung, Gesamtwochen, AuszeichnungChartplatzierungen (Jahr, Titel, Album, Platzierungen, Wochen, Auszeichnungen, Anmerkungen) | Höchstplatzierung, Gesamtwochen, AuszeichnungChartplatzierungen (Jahr, Titel, Album, Platzierungen, Wochen, Auszeichnungen, Anmerkungen) | Höchstplatzierung, Gesamtwochen, AuszeichnungChartplatzierungen (Jahr, Titel, Album, Platzierungen, Wochen, Auszeichnungen, Anmerkungen) | Anmerkungen                                                                                                  |
| Jahr | Titel Album                                                   | DE | AT | CH | UK | US | Latin | ES | Anmerkungen                                                                                                  |
| ---- | ------------------------------------------------------------- | --- | --- | --- | --- | --- | --- | --- | --- |
| 1996 | Diana Amigos                                                  | — | — | — | — | — | Latin24 (4 Wo.)Latin | — | Paul Anka feat. Ricky Martin                                                                                 |
| 1999 | We Are the World Pavarotti & Friends for Guatemala and Kosovo | — | — | — | — | — | — | — | Erstveröffentlichung: 1. Juni 1999 Pavarotti & Friends                                                       |
| 2001 | El ultimo adiós –                                             | — | — | — | — | — | — | ES— PlatinES | Erstveröffentlichung: 20. September 2001 Benefizsingle von über 120 beteiligten spanischsprachigen Künstlern |
| 2003 | What More Can I Give –                                        | — | — | — | — | — | — | — | Erstveröffentlichung: 27. Oktober 2003 Michael Jackson and the All Stars Benefizsingle nach 9/11             |
| 2007 | Non siamo soli / No estamos solos e2                          | DE32 (9 Wo.)DE | AT45 (6 Wo.)AT | CH3 (22 Wo.)CH | — | — | Latin21 (13 Wo.)Latin | ES2 ×4Vierfachplatin · (25 Wo.)ES | Erstveröffentlichung: 5. Oktober 2007 Eros Ramazzotti & Ricky Martin                                         |
| 2010 | Somos el mundo 25 por Haiti –                                 | — | — | — | — | — | — | — | Erstveröffentlichung: 1. März 2010 Benefizsingle, Artists for Haiti                                          |
| 2012 | Sexy and I Know It The Music – The Complete Season Three      | — | — | — | — | US81 (1 Wo.)US | — | — | Erstveröffentlichung: Februar 2012 mit Glee Cast                                                             |
| 2012 | La Isla Bonita The Music - The Complete Season Three          | — | — | — | — | US99 (1 Wo.)US | — | — | Erstveröffentlichung: Februar 2012 mit Glee Cast                                                             |
| 2013 | Más y Más Vida                                                | — | — | — | — | — | Latin27 (19 Wo.)Latin | — | Erstveröffentlichung: 6. Januar 2013 Draco Rosa feat. Ricky Martin                                           |
| 2014 | Adrenalina El Regreso del Sobreviviente                       | — | — | CH57 (2 Wo.)CH | — | US94 (1 Wo.)US | Latin2 (26 Wo.)Latin | ES3 ×2Doppelplatin · (49 Wo.)ES | Erstveröffentlichung: 3. März 2014 Verkäufe: + 155.000; Wisin feat. Ricky Martin & Jennifer Lopez            |
| 2014 | Quimera Terral                                                | — | — | — | — | — | — | ES30 (1 Wo.)ES | Erstveröffentlichung: 11. November 2014 Pablo Alborán feat. Ricky Martin                                     |
| 2015 | Que se sienta el deseo Los Vaqueros 3: La Trilogía            | — | — | — | — | — | Latin15 (16 Wo.)Latin | — | Erstveröffentlichung: 5. September 2015 Wisin feat. Ricky Martin                                             |
| 2021 | Cancion boníta Cumbiana II                                    | — | — | — | — | — | Latin23 ×7Siebenfachplatin · (13 Wo.)Latin                                                                                               | ES42 ×2Doppelplatin · (28 Wo.)ES | Erstveröffentlichung: 13. April 2021 Verkäufe: + 680.000; Carlos Vives feat. Ricky Martin                    |

grau schraffiert: keine Chartdaten aus diesem Jahr verfügbar

## Videoalben
| Jahr | Titel Musiklabel     | Höchstplatzierung, Gesamtwochen, AuszeichnungChartplatzierungen (Jahr, Titel, Musiklabel, Platzierungen, Wochen, Auszeichnungen, Anmerkungen) | Höchstplatzierung, Gesamtwochen, AuszeichnungChartplatzierungen (Jahr, Titel, Musiklabel, Platzierungen, Wochen, Auszeichnungen, Anmerkungen) | Höchstplatzierung, Gesamtwochen, AuszeichnungChartplatzierungen (Jahr, Titel, Musiklabel, Platzierungen, Wochen, Auszeichnungen, Anmerkungen) | Höchstplatzierung, Gesamtwochen, AuszeichnungChartplatzierungen (Jahr, Titel, Musiklabel, Platzierungen, Wochen, Auszeichnungen, Anmerkungen) | Höchstplatzierung, Gesamtwochen, AuszeichnungChartplatzierungen (Jahr, Titel, Musiklabel, Platzierungen, Wochen, Auszeichnungen, Anmerkungen) | Höchstplatzierung, Gesamtwochen, AuszeichnungChartplatzierungen (Jahr, Titel, Musiklabel, Platzierungen, Wochen, Auszeichnungen, Anmerkungen) | Höchstplatzierung, Gesamtwochen, AuszeichnungChartplatzierungen (Jahr, Titel, Musiklabel, Platzierungen, Wochen, Auszeichnungen, Anmerkungen) | Anmerkungen                                                |
| Jahr | Titel Musiklabel     | DE | AT | CH | UK | US | Latin | ES | Anmerkungen                                                |
| ---- | -------------------- | --- | --- | --- | --- | --- | --- | --- | ---------------------------------------------------------- |
| 1999 | The Video Collection | — | — | — | UK2 Gold · (36 Wo.)UK | US— PlatinUS | — | — | Erstveröffentlichung: 27. Februar 2001 Verkäufe: + 185.000 |
| 2000 | One Night Only       | — | — | — | UK21 (12 Wo.)UK | US— PlatinUS | — | — | Erstveröffentlichung: 27. Februar 2001 Verkäufe: + 100.000 |

grau schraffiert: keine Chartdaten aus diesem Jahr verfügbar
Weitere Videoalben
- 1997: Ricky Martin: The European Tour
- 2001: La Historia
- 2005: I Don’t Care / Que mas da (DVD-Single)
- 2006: MTV Unplugged (US: Gold)
- 2006: Live in Spain: Most Famous Hits
- 2007: Black & White Tour
- 2008: Ricky Martin 17

## Boxsets
- 1999: Ricky Martin / Vuelve
- 2001: Ricky Martin / Me amaras / A medio vivir

## Promoveröffentlichungen
Promo-Singles

| Jahr | Titel Album                                  | Höchstplatzierung, Gesamtwochen, AuszeichnungChartplatzierungen (Jahr, Titel, Album, Platzierungen, Wochen, Auszeichnungen, Anmerkungen) | Höchstplatzierung, Gesamtwochen, AuszeichnungChartplatzierungen (Jahr, Titel, Album, Platzierungen, Wochen, Auszeichnungen, Anmerkungen) | Höchstplatzierung, Gesamtwochen, AuszeichnungChartplatzierungen (Jahr, Titel, Album, Platzierungen, Wochen, Auszeichnungen, Anmerkungen) | Höchstplatzierung, Gesamtwochen, AuszeichnungChartplatzierungen (Jahr, Titel, Album, Platzierungen, Wochen, Auszeichnungen, Anmerkungen) | Höchstplatzierung, Gesamtwochen, AuszeichnungChartplatzierungen (Jahr, Titel, Album, Platzierungen, Wochen, Auszeichnungen, Anmerkungen) | Höchstplatzierung, Gesamtwochen, AuszeichnungChartplatzierungen (Jahr, Titel, Album, Platzierungen, Wochen, Auszeichnungen, Anmerkungen) | Höchstplatzierung, Gesamtwochen, AuszeichnungChartplatzierungen (Jahr, Titel, Album, Platzierungen, Wochen, Auszeichnungen, Anmerkungen) | Anmerkungen                                                                 |
| Jahr | Titel Album                                  | DE | AT | CH | UK | US | Latin | ES | Anmerkungen                                                                 |
| ---- | -------------------------------------------- | --- | --- | --- | --- | --- | --- | --- | --------------------------------------------------------------------------- |
| 1991 | Juego de ajedrez Ricky Martin                | — | — | — | — | — | — | — | Erstveröffentlichung: 1991                                                  |
| 1992 | Dime que me quieres Ricky Martin             | — | — | — | — | — | — | — | Erstveröffentlichung: 6. Juni 1992                                          |
| 1992 | Susana Ricky Martin                          | — | — | — | — | — | — | — | Erstveröffentlichung: 15. August 1992                                       |
| 1992 | Todo es vida –                               | — | — | — | — | — | Latin14 (7 Wo.)Latin | — | Erstveröffentlichung: 1992 mit Jessica Cristina                             |
| 1994 | No me pidas más Me amarás                    | — | — | — | — | — | — | — | Erstveröffentlichung: 28. März 1994                                         |
| 1996 | Fuego de noche, nieve de día A medio vivir   | — | — | — | — | — | — | — | Erstveröffentlichung: 16. April 1996                                        |
| 1996 | Cómo decirte adiós A medio vivir             | — | — | — | — | — | — | — | Erstveröffentlichung: 6. August 1996                                        |
| 1996 | Bombón de azúcar A medio vivir               | — | — | — | — | — | — | — | Erstveröffentlichung: 15. Oktober 1996                                      |
| 1996 | Puedes llegar –                              | — | — | — | — | — | — | — | Erstveröffentlichung: 1996 als Teil des Projektes "Voces Unidas"            |
| 1998 | Casi un bolero Vuelve                        | — | — | — | — | — | — | — | Erstveröffentlichung: 21. Dezember 1998                                     |
| 2000 | The Magic Of Love / Mamma / All Night Long – | — | — | — | — | — | — | — | Erstveröffentlichung: 2000 Luciano Pavarotti / Lionel Richie / Ricky Martin |
| 2000 | Ask for More –                               | — | — | — | — | — | — | — | Erstveröffentlichung: 2000 Werbesong für Pepsi Original: Janet Jackson      |
| 2001 | Cambia la piel Sound Loaded                  | — | — | — | — | — | — | — | Erstveröffentlichung: 15. Oktober 2001                                      |
| 2003 | Relight My Fire –                            | — | — | — | — | — | — | — | Erstveröffentlichung: 4. Februar 2003 feat. Loleatta Holloway               |
| 2005 | Drop It on Me Life                           | — | — | — | — | — | — | — | Erstveröffentlichung: 22. November 2005 feat. Daddy Yankee & Taboo          |
| 2007 | Gracias por pensar en mí MTV Unplugged       | — | — | — | — | — | — | — | Erstveröffentlichung: 20. März 2007                                         |
| 2011 | Freak of Nature / Más –                      | — | — | — | — | — | — | — | Erstveröffentlichung: 14. Juni 2011                                         |
| 2011 | Samba Música + alma + sexo                   | — | — | — | — | — | — | — | Erstveröffentlichung: 18. September 2011 feat. Claudia Leitte               |

grau schraffiert: keine Chartdaten aus diesem Jahr verfügbar

## Statistik

### Chartauswertung
|                     | DE    | AT    | CH     | UK    | US    | Latin       | ES     |
| ------------------- | ----- | ----- | ------ | ----- | ----- | ----------- | ------ |
| Nummer-eins-Alben   | DE—DE | AT—AT | CH—CH  | UK—UK | US1US | Latin6Latin | ES2ES  |
| Top-10-Alben        | DE1DE | AT1AT | CH4CH  | UK1UK | US4US | Latin6Latin | ES9ES  |
| Alben in den Charts | DE7DE | AT7AT | CH10CH | UK5UK | US9US | Latin9Latin | ES11ES |

|                       | DE     | AT    | CH     | UK    | US     | Latin        | ES     |
| --------------------- | ------ | ----- | ------ | ----- | ------ | ------------ | ------ |
| Nummer-eins-Singles   | DE1DE  | AT—AT | CH1CH  | UK1UK | US1US  | Latin11Latin | ES2ES  |
| Top-10-Singles        | DE4DE  | AT4AT | CH6CH  | UK5UK | US2US  | Latin27Latin | ES11ES |
| Singles in den Charts | DE13DE | AT9AT | CH18CH | UK9UK | US13US | Latin49Latin | ES25ES |

|                          | DE    | AT    | CH    | UK    | US    | Latin       | ES    |
| ------------------------ | ----- | ----- | ----- | ----- | ----- | ----------- | ----- |
| Nummer-eins-Videoalben   | DE—DE | AT—AT | CH—CH | UK—UK | US—US | Latin—Latin | ES—ES |
| Top-10-Videoalben        | DE—DE | AT—AT | CH—CH | UK1UK | US—US | Latin—Latin | ES—ES |
| Videoalben in den Charts | DE—DE | AT—AT | CH—CH | UK2UK | US—US | Latin—Latin | ES—ES |

### Auszeichnungen für Musikverkäufe
| Land/RegionAuszeichnungen für Musikverkäufe (Land/Region, Auszeichnungen, Verkäufe, Quellen) | Silber     | Gold       | Platin         | Diamant     | Verkäufe   | Quellen |
| -------------------------------------------------------------------------------------------- | ---------- | ---------- | -------------- | ----------- | ---------- | --- |
| Argentinien (CAPIF)                                                                          | —          | 5× Gold5   | 17× Platin17   | —           | 938.000    | capif.org.ar (Memento vom 31. Mai 2011 im Internet Archive) AR2 (Memento vom 6. Juli 2011 im Internet Archive) AR3 (Memento vom 20. August 2011 im Internet Archive) |
| Australien (ARIA)                                                                            | —          | 5× Gold5   | 13× Platin13   | —           | 1.085.000  | aria.com.au |
| Belgien (BRMA)                                                                               | —          | 2× Gold2   | 4× Platin4     | —           | 200.000    | ultratop.be |
| Brasilien (PMB)                                                                              | —          | 4× Gold4   | 3× Platin3     | —           | 350.000    | pro-musicabr.org.br |
| Chile (IFPI)                                                                                 | —          | —          | 5× Platin5     | —           | 130.000    | profovi.cl |
| Dänemark (IFPI)                                                                              | —          | 5× Gold5   | —              | —           | 115.000    | ifpi.dk |
| Deutschland (BVMI)                                                                           | —          | 5× Gold5   | —              | —           | 1.150.000  | musikindustrie.de |
| Europa (IFPI)                                                                                | —          | —          | 5× Platin5     | —           | 5.000.000  | ifpi.org (Memento vom 15. Oktober 2013 im Internet Archive) |
| Finnland (IFPI)                                                                              | —          | 5× Gold5   | —              | —           | 140.812    | ifpi.fi |
| Frankreich (SNEP)                                                                            | 2× Silber2 | 4× Gold4   | 2× Platin2     | Diamant1    | 2.325.000  | infodisc.fr snepmusique.com |
| Italien (FIMI)                                                                               | —          | 2× Gold2   | 2× Platin2     | —           | 195.000    | fimi.it |
| Japan (RIAJ)                                                                                 | —          | Gold1      | 5× Platin5     | —           | 1.100.000  | riaj.or.jp |
| Kanada (MC)                                                                                  | —          | Gold1      | 11× Platin11   | Diamant1    | 1.600.000  | musiccanada.com |
| Kolumbien (ASINCOL)                                                                          | —          | —          | 3× Platin3     | —           | 30.000     | Einzelnachweise |
| Mexiko (AMPROFON)                                                                            | —          | 17× Gold17 | 45× Platin45   | 2× Diamant2 | 5.260.000  | amprofon.com.mx |
| Neuseeland (RMNZ)                                                                            | —          | 2× Gold2   | 10× Platin10   | —           | 175.000    | aotearoamusiccharts.co.nz NZ2 |
| Niederlande (NVPI)                                                                           | —          | —          | Platin1        | —           | 80.000     | nvpi.nl |
| Norwegen (IFPI)                                                                              | —          | 4× Gold4   | Platin1        | —           | 120.000    | ifpi.no (Memento vom 5. November 2012 im Internet Archive) |
| Österreich (IFPI)                                                                            | —          | Gold1      | —              | —           | 25.000     | ifpi.at |
| Philippinen (PARI)                                                                           | —          | Gold1      | —              | —           | 20.000     | pari.com.ph |
| Polen (ZPAV)                                                                                 | —          | 3× Gold3   | 2× Platin2     | —           | 275.000    | olis.pl |
| Portugal (AFP)                                                                               | Silber1    | —          | Platin1        | —           | 50.000     | Einzelnachweise |
| Schweden (IFPI)                                                                              | —          | 6× Gold6   | 6× Platin6     | —           | 440.000    | sverigetopplistan.se SE2 (Memento vom 17. Juli 2012 im Internet Archive)                                                                                             |
| Schweiz (IFPI)                                                                               | —          | 6× Gold6   | 3× Platin3     | —           | 260.000    | hitparade.ch |
| Spanien (Promusicae)                                                                         | —          | 7× Gold7   | 48× Platin48   | —           | 2.710.000  | elportaldemusica.es ES2 ES3 |
| Türkei (Mü-YAP)                                                                              | —          | —          | 6× Platin6     | —           | 180.000    | Einzelnachweise |
| Uruguay (CUD)                                                                                | —          | —          | Platin1        | —           | 6.000      | cudisco.org |
| Venezuela (APFV)                                                                             | —          | Gold1      | Platin1        | —           | 15.000     | Einzelnachweise |
| Vereinigte Staaten (RIAA)                                                                    | —          | 6× Gold6   | 40× Platin40   | Diamant1    | 15.020.000 | riaa.com |
| Vereinigtes Königreich (BPI)                                                                 | 2× Silber2 | 2× Gold2   | 4× Platin4     | —           | 2.325.000  | bpi.co.uk |
| Zentralamerika (CFC)                                                                         | —          | —          | Platin1        | —           | 70.000     | cfc-musica.com |
| Insgesamt                                                                                    | 5× Silber5 | 94× Gold94 | 241× Platin241 | 5× Diamant5 |            | |